# 딥 스페이스 2호

임무 개념

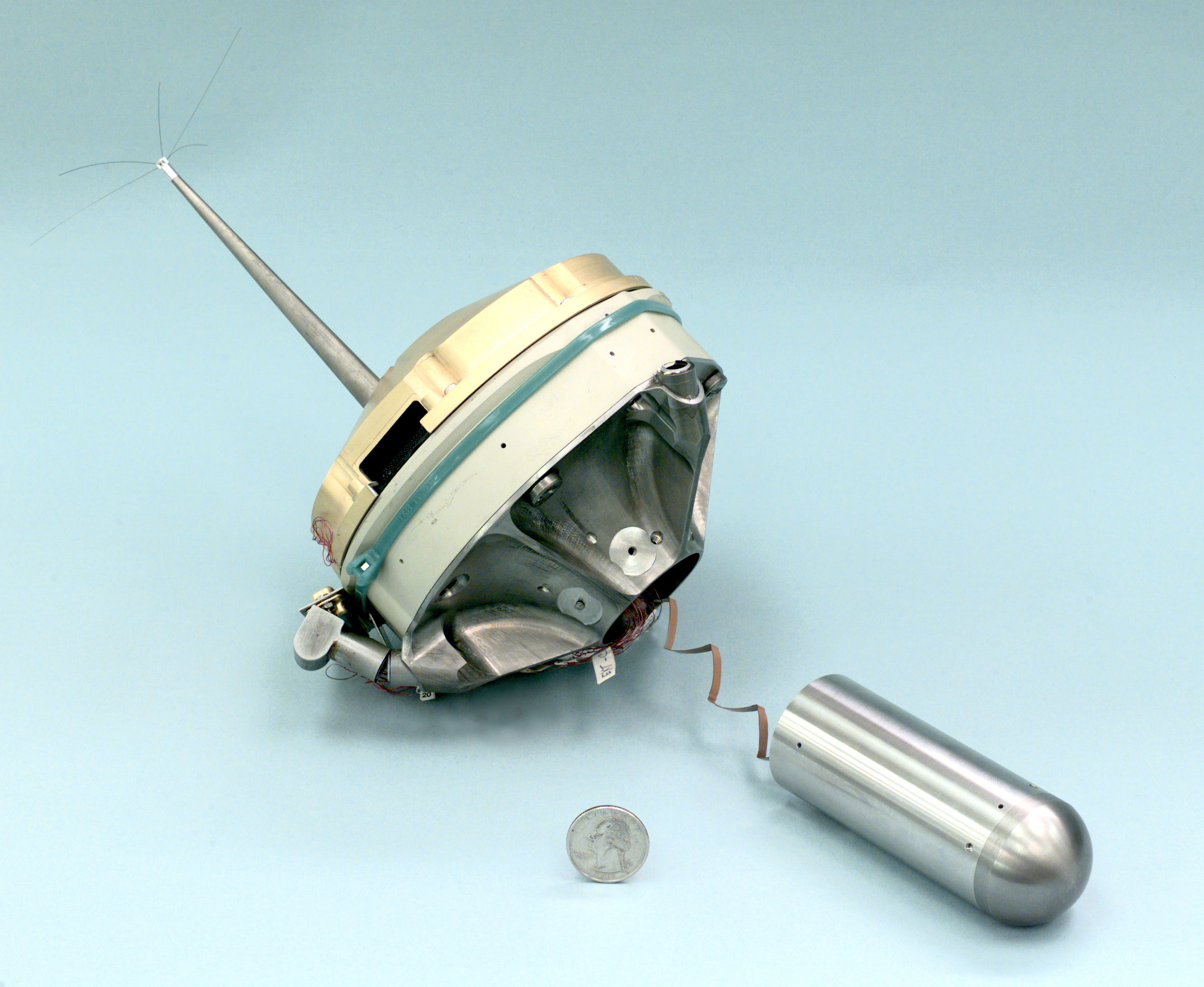
딥 스페이스 2호

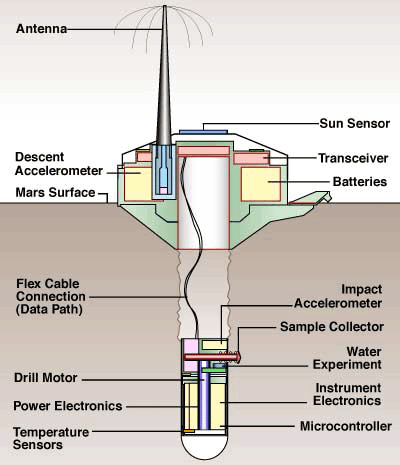
딥 스페이스 2호의 구성

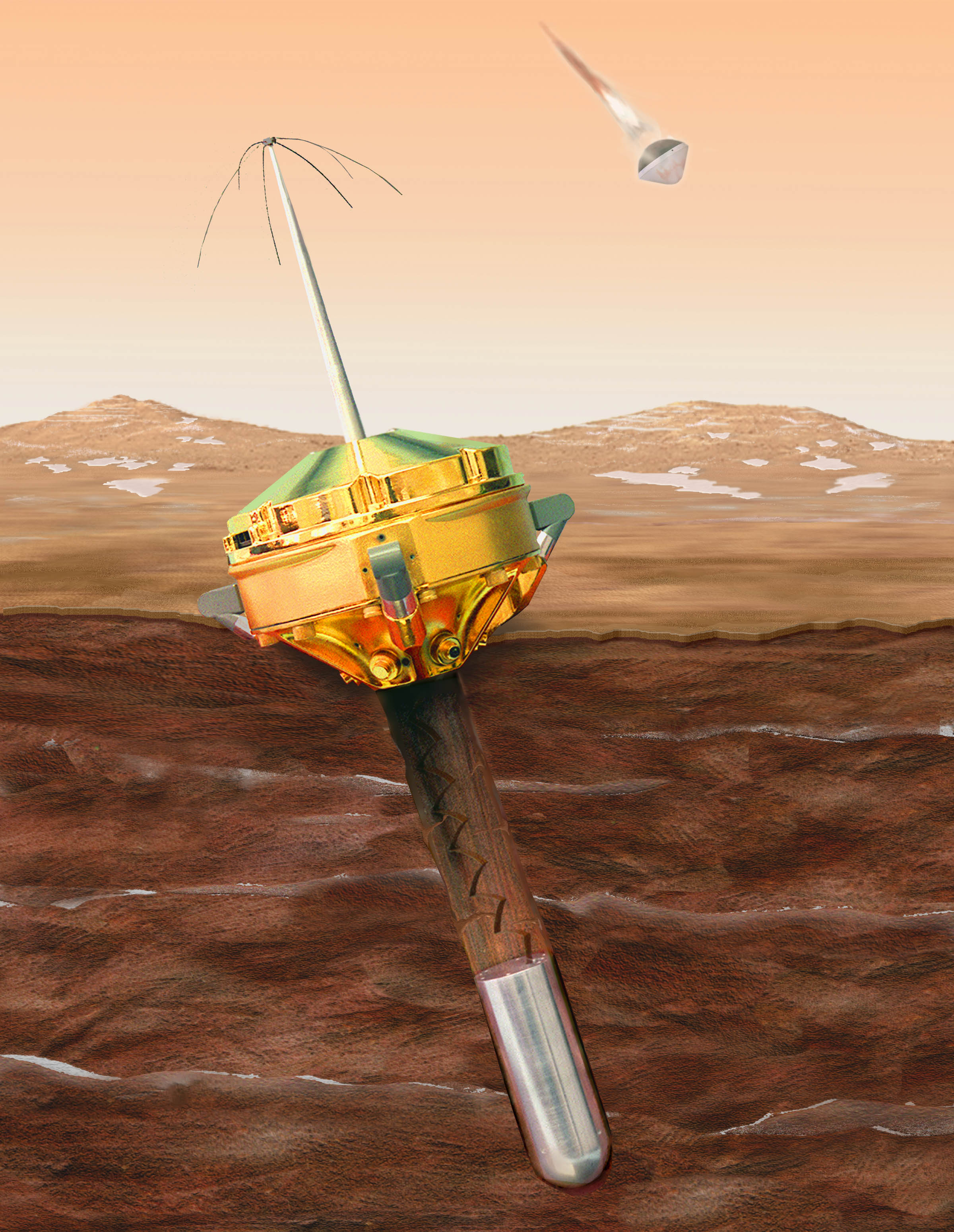
딥 스페이스 2호의 상상도

딥 스페이스 2호(영어: Deep Space 2→깊은 우주 2호,약칭 DS2)는 미국 항공우주국의 뉴 밀레니엄 프로그램의 일환으로 개발되어 1999년 1월에 발사된, 2기의 고성능 소형 화성 탐사선이다. 딥 스페이스 2호는, 지구 이외의 행성의 지면 아래에 비집고 들어가 탐사를 실시하는 첫 시도였다. 또 통상, 착륙선은, 지표에 착륙하기 전에 낙하산이나 로켓을 사용해 감속해 착륙 때의 충격을 완화시키지만, 이 탐사선은 에어로셸(aeroshell) 만으로 착륙을 시도하는 첫 탐사선이기도 했다.
2개의 탐사선은, 불과 2.4 kg 의 질량이며, 에어로셸에 의해서 외부가 보호되고 있었다. 딥 스페이스 2호는, 마스 폴라 랜더로 불리는 탐사선에 탑재되어 화성에 도달했다. 예정대로는, 화성 궤도 도착 후인 1999년 12월 3일에, 화성의 남극 지역의 상공에서 분리되어 낙하해 대기에 돌입해, 644 km/h 이상의 고속도로 지면에 충돌해 착륙할 것이었다. 이 착륙 시의 충격에 의해 에어로셸은 파괴되어 안에 있던 포도 정도의 크기의 탐사기가 2개로 분리되어, 1개는 지면에 남고, 1개는 0.6 m 정도 지면 아래로 파고드는 설계였다. 분리되었던 2개의 부분은, 통신 케이블에 의해서 연결, 통신할 수 있게 되어 있어 지표에 남은 부분이 화성 궤도를 주회하고 있는 마스 글로벌 서베이어를 중계해, 지구로 데이터를 송신하는 역할을 담당하고 있었다.
탐사선은 무사히 화성에 도달한 것 같지만, 착륙 후 탐사선과 교신할 수 없었다. 왜 실패했는지에 대한 원인은 불분명하다.

## 같이 보기
- 화성 탐사
- 딥 스페이스 1호
- 인사이트 (우주선)